# Djorkaeff Reasco
Djorkaeff Néicer Reasco González (* 18. Januar 1999 in Quito) ist ein ecuadorianischer Fußballspieler.

## Karriere

### Verein
Er startete seine Karriere in der Jugend von LDU Quito, von wo er im Januar 2011 von der dortigen U20 in den Kader der ersten Mannschaft vorrückte. Hier wurde er 2018 mit der Mannschaft auch Meister. Im Januar 2020 wiederum verlieh der Klub ihn nach Mexiko zu Dorados Sinaloa, wo er bis zum Ende des laufenden Jahres aktiv war. Seit Februar 2022 ist er Teil des Kaders des argentinischen Klubs Newell’s Old Boys.

### Nationalmannschaft
Sein Debüt in der ecuadorianischen Nationalmannschaft hatte er am 27. Oktober 2021 bei einem 3:2-Freundschaftsspielsieg über Mexiko, wo er zur 65. Minute für Joao Ortiz eingewechselt wurde. Danach wurde er auch in einer Partie der Qualifikation für die Weltmeisterschaft 2022 eingesetzt. Nach zwei weiteren Freundschaftsspielen im Herbst 2022 wurde er schließlich auch für den Turnier-Kader der Mannschaft bei der Endrunde der Weltmeisterschaft 2022 nominiert.

## Sonstiges
Sein Vater ist Neicer Reasco, welcher ebenfalls für die ecuadorianische Fußballnationalmannschaft aktiv war.